# Kuzmičevo
Kuzmičevo település Szerbiában, a Raškai körzet Novi Pazar községében.

## Népességváltozás
- 1948-ban 341 lakosa volt.
- 1953-ban 393 lakosa volt.
- 1961-ben 383 lakosa volt.
- 1971-ben 304 lakosa volt.
- 1981-ben 247 lakosa volt.
- 1991-ben 185 lakosa volt.
- 2002-ben 133 lakosa volt, akik mindannyian szerbek.